# Hausa (popolo)

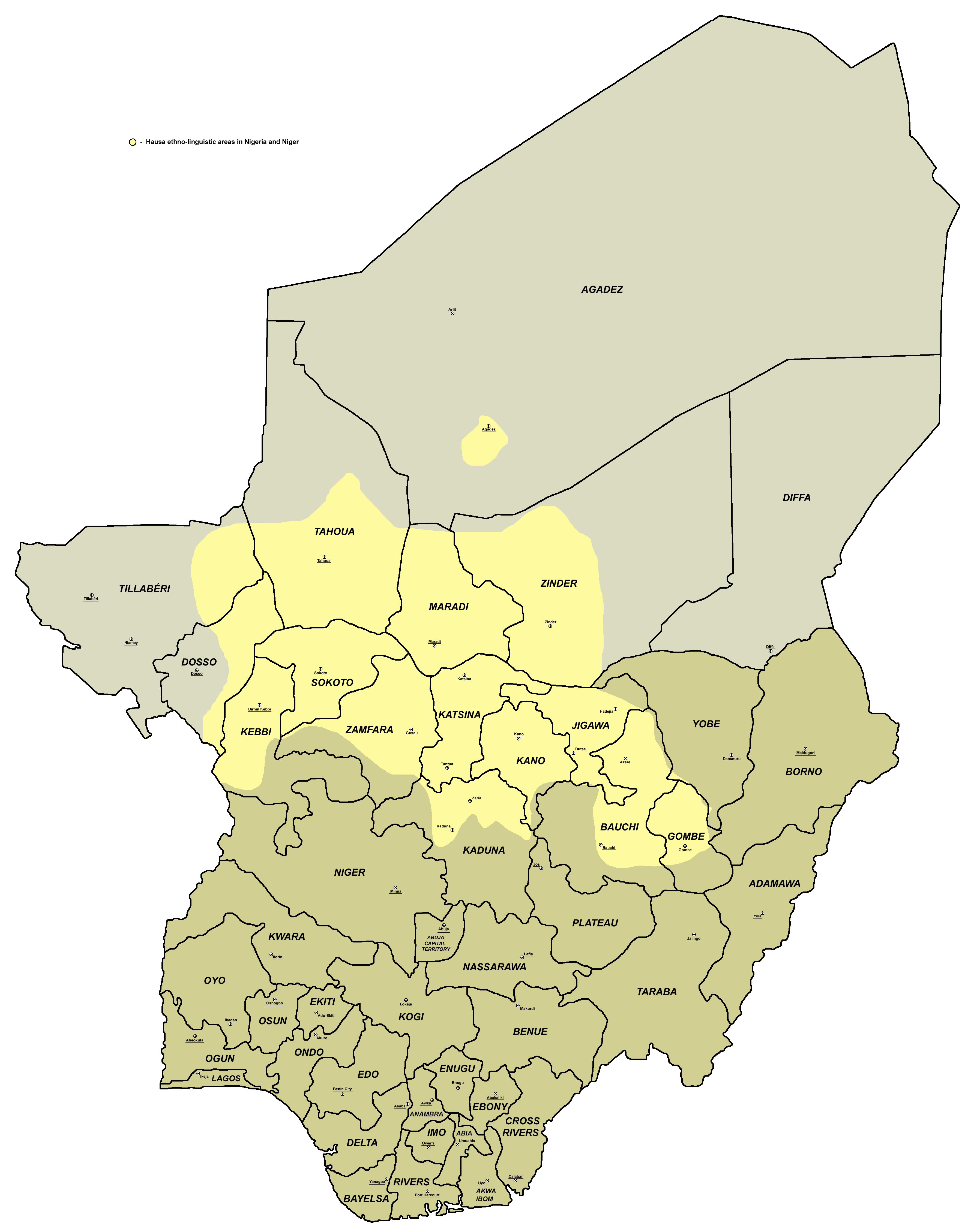
Territori etnico-linguistici degli Hausa in Niger e in Nigeria (in giallo)

Gli hausa o haussa sono un gruppo etnico di religione islamica sunnita e che parla la lingua hausa, stanziato in massima parte in Nigeria (55 milioni) ma presente anche nel Niger (10 milioni) e negli Stati limitrofi.

## Storia

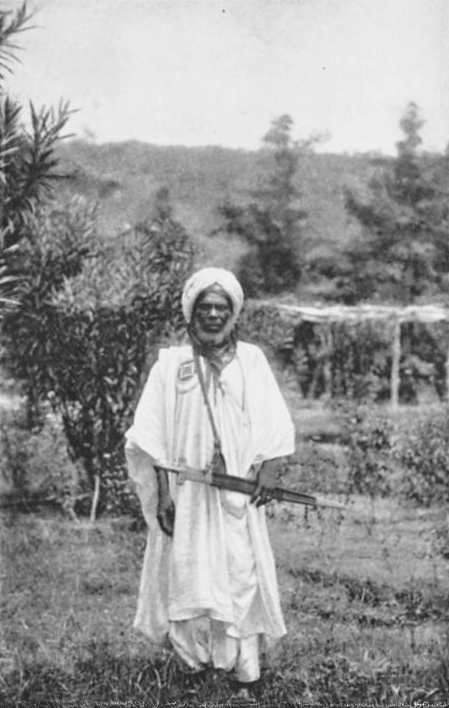
Un hausa nel 1900

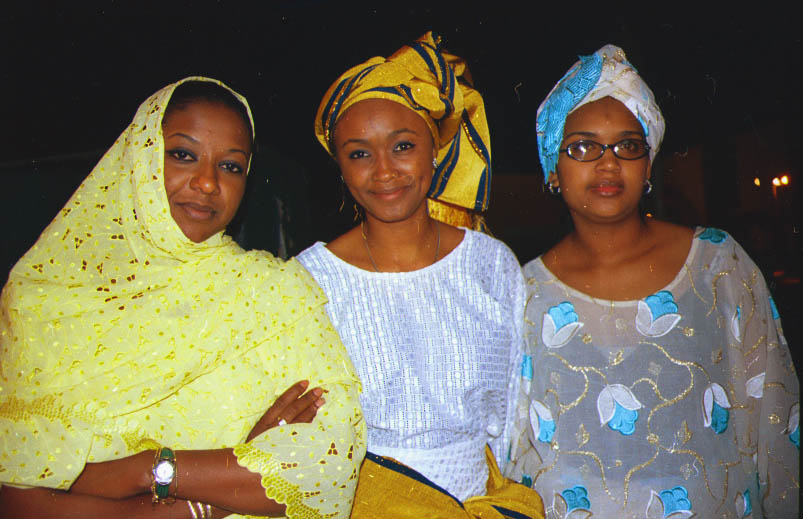
Donne hausa d'oggi

Uno studio genetico del 2008 rivela che il 47% dei maschi hausa possiedono l'aplogruppo R1b del cromosoma Y, il che suggerisce una remota origine mediorientale del popolo hausa, dal momento che tale variante genetica iniziò a differenziarsi in Medioriente circa 18 500 anni BP.
Uno studio sul DNA autosomico condotto da Tishkoff et al. (2009) ha scoperto che gli hausa sono strettamente imparentati con le popolazioni nilo-sahariane del Ciad e del Sudan del Sud. Ciò suggerisce che gli hausa e altre popolazioni moderne di lingua ciadica originariamente parlavano lingue nilo-sahariane, prima di adottare lingue della famiglia afroasiatica dopo la migrazione in quell'area alcune migliaia di anni fa.
La presenza del popolo hausa nell'area compresa tra il Sahara meridionale, il fiume Niger e il lago Ciad è comunque attestata a partire dal VII secolo dopo Cristo. Le prime strutture statali organizzate degli hausa sono documentate dal geografo arabo al-Ya'qubi nel IX secolo. Secondo la mitologia hausa, l'eroe culturale Bayajidda giunse nella regione da est, stabilì la successione patrilineare e fondò i primi regni hausa. Tali regni fiorirono nella regione fino al XIX secolo, quando furono incorporati nell'Impero fulani, che sopravvisse fino all'avvento del colonialismo, in seguito al quale il territorio hausa fu diviso tra l'impero coloniale francese a nord e quello britannico a sud. Con la fine del colonialismo, il territorio ancestrale hausa fu compreso negli stati della Nigeria e del Niger, nei quali gli hausa costituiscono tuttora uno dei principali gruppi etnici.

## Cultura

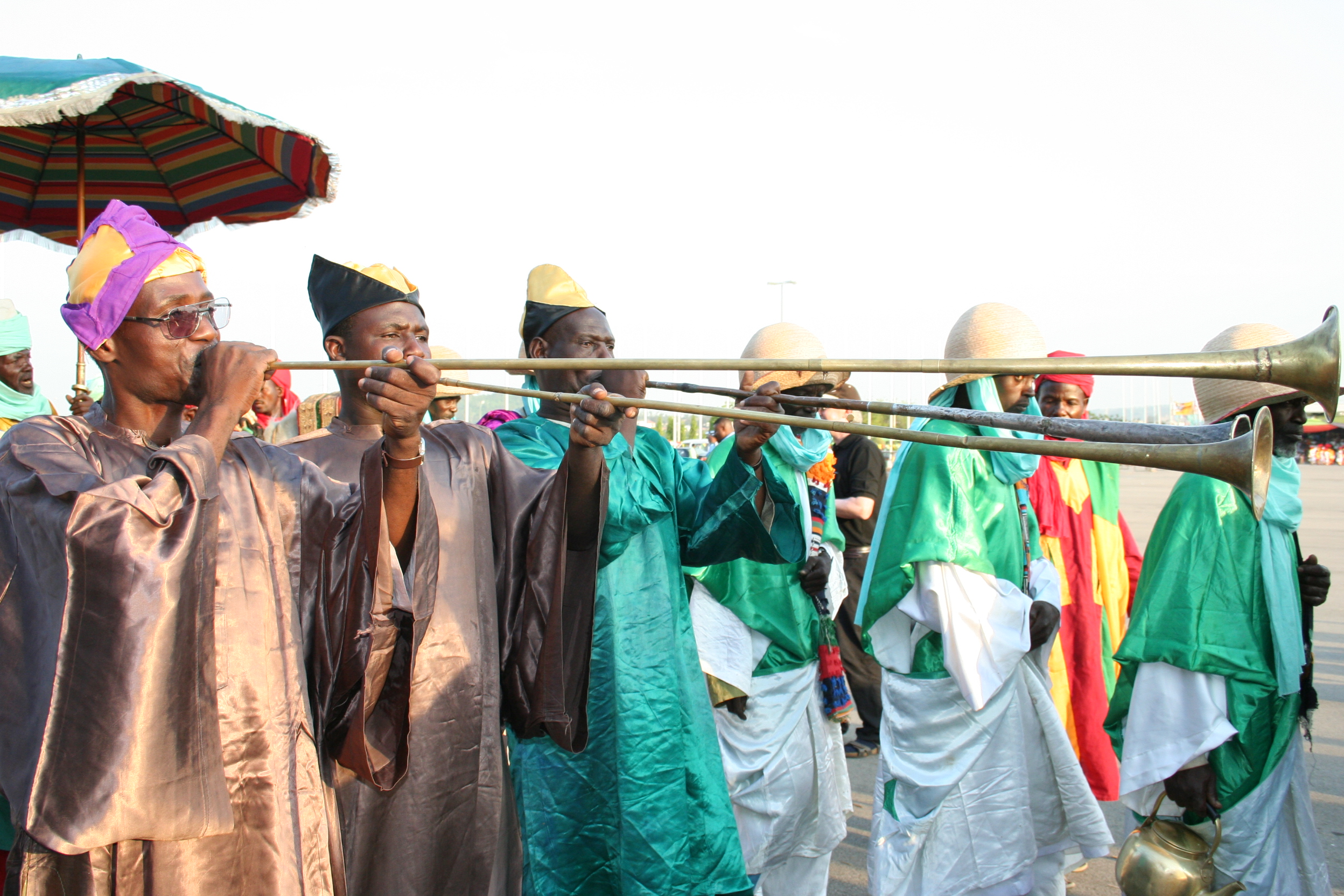
Suonatori di kakaki nella Nigeria settentrionale

### Racconti
Segue un elenco di racconti popolari tipici della cultura hausa
- Chi mai doveva uccidere?
- I loro occhi uscirono dall'orbita
- Il diavolo si mette di mezzo
- Il leopardo, la capra e la batata
- La natura dell'animale
- Occhio per occhio?
- Prontezza di spirito
- Un-Uomo-fra-gli-uomini